# Триренийдивольфрам
Триренийдивольфрам — бинарное неорганическое соединение
рения и вольфрама
с формулой Re3W2,
кристаллы.

## Получение
- Сплавление стехиометрических количеств чистых веществ:

{\displaystyle {\mathsf {3Re+2W\ {\xrightarrow {2890^{o}C}}\ Re_{3}W_{2}}}}

## Физические свойства
Триренийдивольфрам образует кристаллы
тетрагональной сингонии,
пространственная группа P 42/mnm,
параметры ячейки a = 0,9645 нм, c = 0,5038 нм, Z = 6,
структура типа урана β-U (или железохрома δ-CrFe)
.
Соединение образуется по перитектической реакции при температуре 2890°C (3000°C )
и имеет широкую область гомогенности 40÷66 ат.% рения .